# Atonement (Leprous)
Atonement è un singolo del gruppo musicale norvegese Leprous, pubblicato il 31 maggio 2024 come primo estratto dall'ottavo album in studio Melodies of Atonement.

## Descrizione
Come spiegato dal frontman Einar Solberg, Atonement è stato scelto come singolo di lancio in quanto quello più rappresentativo dell'album grazie alla sua immediatezza e alla presenza di elementi pesanti che permeano nel resto dell'album stesso.

## Video musicale
Il video, reso disponibile nello stesso giorno, è stato realizzato in Polonia sotto la regia di Dariusz Szermanowicz e mostra scene del gruppo seguire il brano con altre in cui Solberg canta circondato da ballerine mascherate.

## Tracce
Testi di Einar Solberg, musiche di Einar Solberg e Simen Børven.
1. Atonement – 4:49

## Formazione
Gruppo
- Einar Solberg – voce, tastiera
- Tor Oddmund Suhrke – chitarra
- Robin Ognedal – chitarra
- Simen Børven – basso
- Baard Kolstad – batteria

Produzione
- David Castillo – produzione, registrazione
- Einar Solberg – produzione
- Leprous – produzione
- Adam Noble – missaggio
- Robin Schmidt – mastering